# تقارب تقني

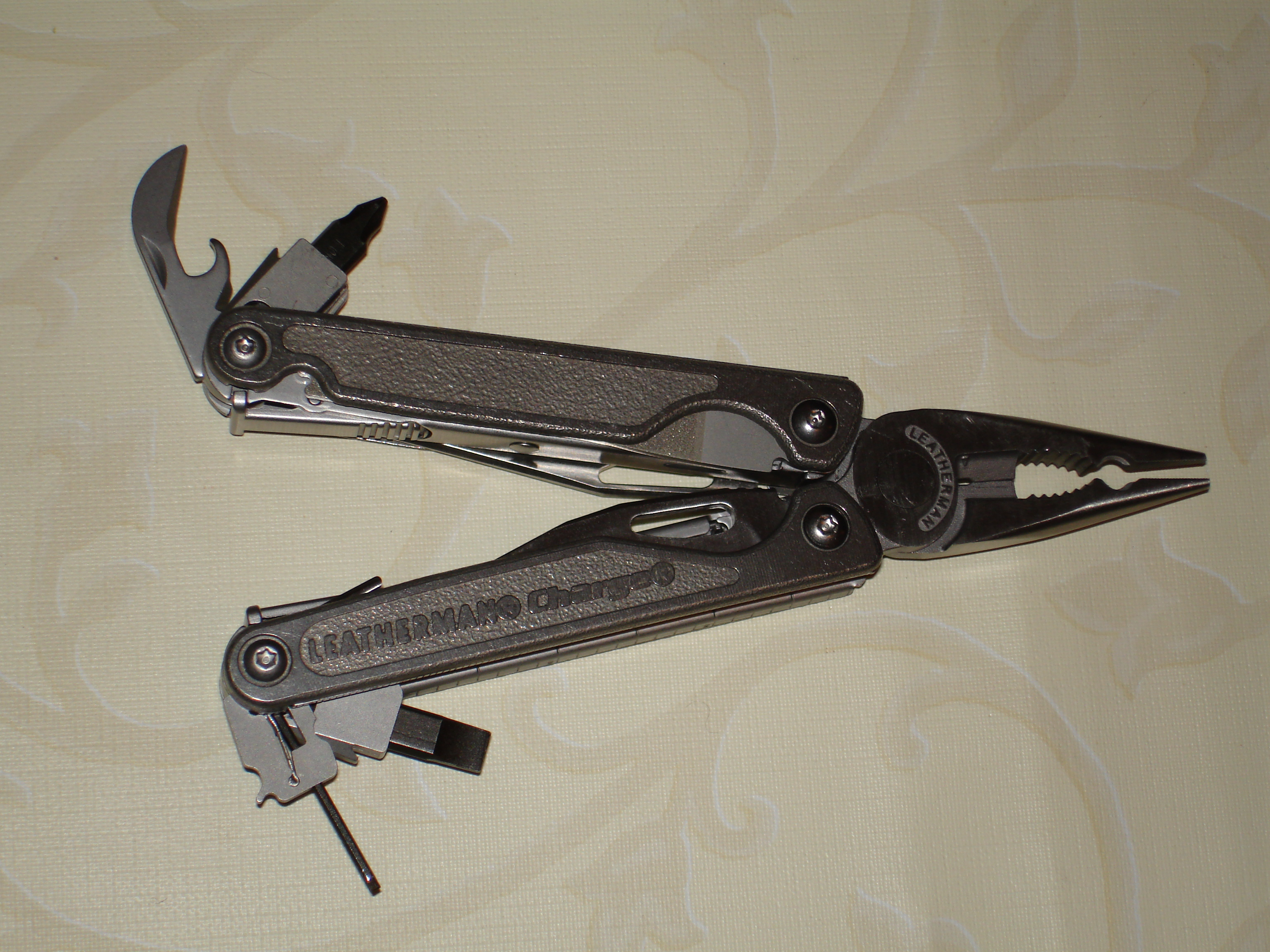

التقارب التكنولوجي أو التقارب التقني (بالإنجليزية: Technological convergence) هو وصف حركة التكامل التي توحد بين التقنيات التي كانت في الأصل غير مرتبطة (مثل: الحواسيب الشخصية، وتكنولوجيا الاتصالات المتطورة، والتلفزيون) لتصبح أكثر تكاملًا وتوحدًا مع تطورها وتقدمها. يشبه هذا المفهوم تقريبًا التطور التقاربي في البيولوجيا، مثل أسلاف الحيتان التي أصبحت بشكل تدريجي أشبه بالأسماك في شكلها الخارجي ووظيفتها، رغم أنها ليست من سلالة الأسماك. من الأمثلة الأساسية لإيصال مفهوم التقارب التكنولوجي أن الهواتف وأجهزة التلفاز وأجهزة الكمبيوتر بدأت كتكنولوجيا منفصلة وغير مترابطة، ولكنها تقاربت في نواح كثيرة في أجزاء مترابطة من صناعة الاتصالات والوسائط تدعمها عناصر مشتركة من الإلكترونيات الرقمية والبرامج الحاسوبية.

## تعاريف
«التقارب عبارة عن دمج عميق للمعرفة والأدوات وجميع الأنشطة ذات الصلة بالنشاط البشري للسماح للمجتمع بالإجابة عن أسئلة جديدة لتغيير المنظومة البيئية المادية أو الاجتماعية. تفتح مثل هذه التغييرات في النظام البيئي المعني مسارات جديدة وفرصًا في المرحلة المتباعدة التالية من العملية».
يُعرّف سيدهارث مينون التقارب في مبادرته السياسية معضلات حول التغطية الإعلامية بأنه: «منظور وطني هجين من التكامل والرقمنة». يُعرَّف التكامل هنا بأنه: «قياس عملية التحول من خلال الدرجة التي تُدمج بها الوسائط المتنوعة مثل الهاتف، وبث البيانات اللاسلكي، والبنية التحتية لتكنولوجيا المعلومات في منصة شبكة هندسية معمارية موحدة لجميع الأغراض». لا تُعرَّف الرقمنة في العادة من منظورها المادي كبنية تحتية، بل كمحتوى أو وسط. يقترح عالم الاجتماع جان فان ديجيك أن الرقمنة تعني تقسيم الإشارات إلى بايتات تتكون من 0 و1 (نظام العد الثنائي). عرّف بلاكمان التقارب عام 1998 باعتباره توجهًا في تطور خدمات التكنولوجيا والمنشآت الصناعية، وعُرّف لاحقًا بدقة أكبر على أنه التقاء تكنولوجيا الاتصالات والحوسبة والبث اللاسلكي في دفق بتات رقمي واحد. يقف مولر ضد القول إن التقارب هو في الحقيقة استيلاء على جميع أشكال الوسائط بتكنولوجيا واحدة: أجهزة الكمبيوتر الرقمية.
التقارب التكنولوجي في وسائل الإعلام هو الميل لتطور الأنظمة التكنولوجية المختلفة نحو أداء مهام مماثلة طالما تتغير التكنولوجيا. يُعزى التقارب الرقمي إلى تقارب أربع صناعات في تكتل واحد (تكنولوجيا المعلومات، والاتصالات، والإلكترونيات الاستهلاكية، والترفيه).
يمكن الآن للتقنيات المنفصلة سابقًا، مثل التقنيات الصوتية (التهاتف) والبيانات (تطبيقات الإنتاجية) والفيديو، مشاركة الموارد والتفاعل مع بعضها بعضًا بشكل متآزر. يصف تقارب الاتصالات (يسمى أيضًا تقارب الشبكات) تقنيات الاتصالات الناشئة، وشبكة العمارة المستخدمة لترحيل خدمات الاتصالات المتعددة إلى شبكة واحدة، ويتضمن أيضًا دمج وسائل الإعلام المتميزة سابقًا مثل التهاتف، ونقل البيانات في واجهات شائعة على أجهزة فردية، مثل معظم الهواتف الذكية التي يمكنها إجراء مكالمات هاتفية وبحث في الإنترنت.
التقارب الإعلامي هو الترابط بين الحوسبة وتقنيات المعلومات الأخرى، ومحتوى الوسائط، وشركات الوسائط، وشبكات الاتصال التي نشأت نتيجة لتطور الإنترنت وتعميمه، وأيضًا الأنشطة والمنتجات والخدمات التي نشأت في حقل الوسائط الرقمية.
ترتبط عملية التقارب الإعلامي متعددة المستويات أيضًا ارتباطًا وثيقًا بالعديد من التطورات في مجالات مختلفة من قطاع الإعلام والاتصالات والتي تُلخص تحت مصطلح «الهيمنة الإعلامية». يرى العديد من الخبراء أن هذا غيض من فيض، إذ تُنفذ جميع مظاهر النشاط المؤسسي والحياة الاجتماعية، مثل الأعمال والهيئات الحكومة والفن والصحافة والصحة والتعليم، في هذه المساحات الإعلامية الرقمية عبر شبكة متنامية من أجهزة تكنولوجيا المعلومات والاتصالات. يتضمن أيضًا أُسس شبكات الحاسوب، إذ يمكن للعديد من أنظمة التشغيل المختلفة الاتصال عبر بروتوكولات مختلفة. تميل الخدمات المتقاربة، مثل الصوت عبر بروتوكول الإنترنت (ڤي أو آي بّي) وتلفاز بروتوكول الإنترنت (آي بّي تي ڤي) والتلفاز الذكي (سمارت تي ڤي) وغيرها، إلى استبدال التقنيات القديمة، وبالتالي يمكن أن تؤدي إلى تعطيل شبكة السوق ودثر التكنولوجيا السابقة (الابتكار المُزعزع). التقارب القائم على بروتوكول الإنترنت أمر محتوم وسيؤدي إلى خدمة جديدة وطلب جديد في السوق، وعندما تتحول التكنولوجيا القديمة إلى خدمات مملوكة ملكية عامة؛ تصبح الخدمات القائمة على بروتوكول الإنترنت مستقلة أو أقل اعتمادية، إذ تعتمد الخدمة القديمة على التحكم المشروط.
التقارب الرقمي هو القدرة على عرض محتوى الوسائط المتعددة نفسه على مختلف أنواع الأجهزة، وكل ذلك بفضل رقمنة المحتوى (الأفلام، والصور، والموسيقى، والصوت، والنص) وتطوير أساليب الاتصالات. التقارب الرقمي يبسط حياتنا، يمكنك قراءة رسائل البريد الإلكتروني على جهاز التلفاز الخاص بك المتصل بهاتفك الذكي، ومشاهدة فيلم يعرض على المسرح المنزلي المتصل بالإنترنت، فقد كانت كل وحدة سابقًا تعمل بشكل مستقل وغير مرتبطة بالشبكات، لكن المعلومات اليوم تتدفق على نفس الشبكة ويجري تخزينها، أو قراءتها، أو عرضها، أو الاستماع إليها عبر نفس أنواع المعدات. تتقارب الشبكات والتقنيات والمحتوى على جهاز واحد، والنتيجة؛ توفر الوقت وتبسط الحياة. من بعض الأمثلة على التقارب الرقمي: ويندوز 10، جهاز آيفون أو أجهزة الهواتف الذكية الأخرى العاملة بنظام أندرويد، وساعة أبل، وأجهزة الرسم اللوحية الخاصة بالكمبيوتر الشخصي، والغسالة الأوتوماتيكية.

## عناصر التقارب التكنولوجي
هناك خمسة عناصر للتقارب التكنولوجي وهي:
- التكنولوجيا: في عام 1995، كان التلفاز والهاتف المحمول من الأجهزة المختلفة تمامًا. اكتسبت هذه الأجهزة في السنوات الأخيرة ميزات مشابهة مثل القدرة على الاتصال بشبكة الإنترنت اللاسلكي وتشغيل الوسائط القائمة على الإنترنت وتشغيل التطبيقات. يمكن للأشخاص استخدام التلفاز أو الهاتف الخاص بهم للعب لعبة أو للتواصل مع الأقارب باستخدام نفس البرمجية.
- وسائل الإعلام والمحتوى: كان يُنظر إلى خدمات التلفزيون والإنترنت على أنها منفصلة، ولكنها بدأت تتقارب. من المرجح أن تتقارب الموسيقى والأفلام وألعاب الفيديو والمحتوى المعلوماتي في النهاية لدرجة تجعلها بتنسيقات وامتدادات متطابقة. على سبيل المثال؛ قد تأتي موسيقا المستقبل دائمًا مع فيديو موسيقي تفاعلي يشبه اللعبة.
- تطبيقات الخدمات: كان هناك اختلاف كبير بين برامج وخدمات الأعمال والمستهلكين في أواخر التسعينيات ثم تلاشى هذا الاختلاف مع مرور الوقت. تميل التكنولوجيا إلى الانتقال من عدد كبير من الأدوات الجامدة إلى مجموعة صغيرة من الأدوات المرنة ذات التطبيقات الواسعة.
- الروبوتات والآلات: تتزايد على نحوٍ مطرد صناعة الآلات مثل السيارات أو التطبيقات التي تتمتع بميزات شبه ذاتية القيادة تجعلها روبوتات من الناحية الفنية.
- الواقع الافتراضي: يمكن اعتباره تقاربًا للحياة الواقعية مع كيانات رقمية مثل الألعاب وبيئات المعلومات.[14]

## مجالات التقارب التكنولوجي
كانت «إن بي آي سي»؛ التي تشير إلى تكنولوجيا النانو والتكنولوجيا الحيوية وتكنولوجيا المعلومات وعلوم الإدراك، في عام 2014 المصطلح الأكثر شعبية لتقنيات التقارب. قُدِّم هذا المصطلح في الخطاب العام خلال نشرة تكنولوجيات التقارب لتحسين الأداء البشري، وهو تقرير رعته المؤسسة الأمريكية الوطنية للعلوم جزئيًا. وقُدّمت اختصارات أخرى مختلفة لنفس المفهوم مثل «جي إن آر»؛ أي علم الوراثة وتكنولوجيا النانو والروبوتات.

## مجالات تقارب العلوم والتكنولوجيا
تقارب المعرفة والتكنولوجيا والمجتمع (2013) هو مصطلح شامل استخدمه روكو وباينبريدج وتون ووايتسايد. حرر بينبريدج وروكو وتشاركا بتأليف كتاب سبرينغر المرجعي للعلم والتقارب التكنولوجي (2016) الذي يحدد مفهوم التقارب في مختلف مجالات العلوم، والتكنولوجيا، والطب. نشر روكو القوانين والمبادئ والأساليب التي تسهل التقارب (2015).

## أمثلة على تكنولوجيا التقارب
تشمل الحلول المتقاربة تقنيات الخطوط الثابتة والهواتف المحمولة. تشمل الأمثلة الحديثة للخدمات المتقاربة الجديدة ما يلي:
- استخدام الإنترنت للاتصال الصوتي والمرئي
- الفيديو حسب الطلب
- تقارب الهاتف الثابت
- تقارب الهواتف المحمولة
- خدمات تحديد المواقع
- المنتجات المتكاملة والحزم
- يمكن لتقنيات التقارب دمج الخط الثابت مع الهاتف المحمول لتقديم حلول متقاربة، وتشمل التقنيات المتقاربة ما يلي:
- نظام بروتوكول الوسائط المتعددة
- بروتوكول بدء الجلسة
- تلفاز بروتوكول الإنترنت (آي بّي تي ڤي)
- الصوت عبر بروتوكول الإنترنت (ڤي أو آي بّي)
- استمرارية المكالمات الصوتية
- بث الفيديو الرقمي المحمول